# Dritte Norwegische Antarktisexpedition
Die Norwegische Antarktisexpedition 1956–1960 (NorAE 1956–1960) war eine vom Norwegischen Polarinstitut finanzierte Forschungsreise in die Antarktis. Geleitet wurde sie vom norwegischen Topografen und Polarforscher Sigurd Helle (1920–2013). Sie diente insbesondere der Erkundung und geodätischen Vermessung des Zielgebiets im Königin-Maud-Land.

## Verlauf
Die Expedition setzte sich aus vier Teilexpeditionen zusammen. In der ersten Phase, die mitunter auch als Norwegische Antarktisexpedition 1956–1957 (NorAE 1956–1957) bezeichnet wird, fuhren die Teilnehmer mit den beiden Forschungsschiffen Polarsirkel und Polarbjørn von Oslo über die Zwischenstationen Las Palmas de Gran Canaria, Montevideo und Südgeorgien in das antarktische Zielgebiet und errichteten ihr Basislager, die sogenannte Norwegenstation, auf dem Fimbul-Schelfeis bei 70° 30′ S, 2° 30′ W. Ein weiteres Lager entstand an der Festlandküste.
In den folgenden Jahren wurden die Mannschaften dieser Stationen in einem einjährigen Rhythmus teilweise durch neues Personal ersetzt (NorAE 1957–1958, Forschungsschiff Tottan; NorAE 1958–1959, Forschungsschiff Polarbjørn; NorAE 1959–60, Forschungsschiff Polarbjørn). In diesem Zeitraum wurden zahlreiche geografische Objekte in der Maudheimvidda und im Fimbulheimen identifiziert, vermessen und benannt. Ein wichtiges Teilprojekt war dabei die Operation Pingvin zwischen 1958 und 1959, bei der zahlreiche Luftaufnahmen zur kartografischen Erfassung entstanden. Die Expedition endete im Januar 1960 mit der Übergabe der Norwegenstation an die South African National Antarctic Expedition (SANAE) im Rahmen des South African National Antarctic Programme.